# Barbari (Gor'kij)
Barbari è un'opera teatrale del 1905 di Maksim Gor'kij. Fu scritta nell'estate del 1905 a Kuokkala (oggi Repino) e pubblicata l'anno successivo nella collezione Znaniye. Apparve in seguito come opera singola per i tipi dell'editore Ditz.

## Trama
La vita tranquilla di Verkhpolye, a una cittadina di provincia, viene disturbata dall'arrivo di una squadra di costruttori della ferrovia, tra i quali gli ingegneri Cherkun e Tsyganov. L'ordine preesistente, retto dal sindaco Redozubov, era stato descritto come "barbarie patriarcale"; subito però diviene chiaro che i nuovi arrivati, autoproclamatisi araldi di civilizzazione, altro non portano, nel loro cinismo e nella loro amoralità, se non una nuova, moderna versione di barbarie.
Come conseguenza degli eventi, Nadezhda Monakhova, sedotta ed abbandonata da Cherkun, si suicida; il rappresentante locale del governo Drobyazgin, colpevole di peculato, deve lasciare la città; Grisha, il figlio di Redozubov, si abbandona all'alcolismo. Solo Lukin, uno studente, è indenne da entrambe le forme di barbarie, perché pare conoscere la maniera di resistere ad esse e di combatterle.

## Rappresentazioni
L'opera fu rappresentata per la prima volta nel maggio 1906 nella provincia russa, in particolare nei teatri di Kursk, Ekaterinoslav e Lugansk e più tardi, nello stesso anno, a Berlino. Nel 1907 fu messa in scena a San Pietroburgo dai teatri Sovremenny e Novy Vasilyeostrovsky.
In una lettera del 1907 a Nikolai Krasov, direttore del Petersburgski Theatre in vista della prima rappresentazione del 4 febbraio 1908, Gor'kij raccomandava piuttosto l'opera Nemici, aggiungendo però, nel caso si scegliesse invece Barbari, "...Il personaggio Monakhova richiede un'attenzione speciale. Ella crede sinceramente in una sorta di amore grandioso, fiero e puro e in un eroe che possa essere degno di un simile amore."

## Adattamenti cinematografici
- Barbari (Варвары) (1953), regia di Leonid Lukov